# Nymfomanie
Nymfomanie (v. Gr. numphè = meisje, jonge vrouw, mania = razernij) is een vrijwel onverzadigbaar seksueel verlangen en hoog libido bij de vrouw. De term heeft vaak een negatievere bijklank dan de algemene term hyperseksualiteit. De term nymfomanie is verouderd en vervangen door seksueel compulsief gedrag.
In medische kringen is men het er niet over eens vanaf wanneer men spreekt van een overmatige seksuele drift.  Over het algemeen wordt deze overmatig genoemd wanneer deze zorgt voor stress of een gebrekkig sociaal functioneren. Als de vrouw hierdoor psychische klachten krijgt, kan men nymfomanie als seksuele-functiestoornis (ICD F52.7) of als symptoom van een bredere medische aandoening beschouwen. Hierbij kan een rol spelen dat zij, tegen haar wil en morele opvatting in, als het ware onbewust gedreven kan worden tot seksueel ontremd promiscu gedrag.
Het is niet altijd eenvoudig te bepalen waar de grens tussen seksuele drang en dwangmatig gedrag ligt. In het laatste geval gaat de wetenschap uit van een obsessieve-compulsieve stoornis. De term seksverslaving wordt sinds de uitgave van de DSM-IV gemeden.
Meermalen speelt het steeds níet tot orgasme kunnen komen (anorgasmie) een rol bij nymfomaan gedrag.
Het analogon bij mannen is satyriasis; bij dieren heet dit verschijnsel brulziekte.